# Hulu傑作シアター
Hulu傑作シアター（ふーるーけっさくしあたー）は日本テレビで毎週日曜午前0:55～1:55→午前1:25～2:25で放送されていた番組である。2017年4月1日（3月31日深夜）開始。同年7月より30分拡大し1時間番組になった。2018年3月までは毎月最終週は『SENSORS』放送のため休止していた。2022年10月2日（10月1日深夜）で放送を終了し、10月からは『&Hulu』が放送されている。

## ナビゲーター
- 笹崎里菜（日本テレビアナウンサー）
- 延友陽子（日本テレビアナウンサー）
- 久野静香（日本テレビアナウンサー）

## スタッフ
- ディレクター：小西充、元田博之（小西・元田→以前はAD）、世良田佳男
- 編集：横山泰史
- MA：島崎敏晴
- 技術協力：イカロス
- 音効：中村鉄太郎
- Hulu：目黒秀幸、木之下ゆり子、山口しおり
- デスク：福井静
- プロデューサー：中村圭吾、山本大輔
- 制作：下村忠文
- 制作協力：AXON
- 製作著作：日テレ

### 過去のスタッフ
- プロデューサー/ディレクター：原園明彦
- ディレクター：鈴木隼、長谷川九実子、関まほろ
- TM：小椋敏宏
- 編集：高橋昌宏、佐藤貴之、阿部芳三、城石光、皆吉秀実、丸山寿和、鈴木郁也
- 音効：高取謙
- Hulu：佐藤由起子、後藤直子、佐藤愛、井上寛子、平澤毬花、柴田文子
- AD：川口凌子
- プロデューサー：加宮貴博、久保健太、櫻井紀子、宮原耕介、瀧本恭佑、山崎彰久、岡本洋子、大東徹也、木村真弓、岡田五知信
- チーフプロデューサー：中西太（以前はプロデューサー）
- 制作：山川洋平、太田正仁、瓜生健、吉田絵